# Missa Bruxellensis
Die  Missa Bruxellensis ist eine barocke Messvertonung für achtstimmigen Doppelchor und acht Solostimmen.
Die dem Stil der venezianischen Mehrchörigkeit nachempfundene anonym überlieferte Komposition wird durch Stilvergleich heute dem fürstbischöflichen Kapellmeister zu Salzburg Heinrich Ignaz Franz Biber (1644–1704) zugeschrieben. Sie ist nach dem Fundort der Noten Brüssel benannt, wo die einzige erhaltene Partiturabschrift Bestand der Königlichen Bibliothek Belgiens ist.
Die Entstehung der Messe in C-Dur wird zwischen 1696 und 1704 vermutet. Möglicherweise wurde sie 1701 anlässlich der Stiftung des Ordens des St. Ruperti erstmals aufgeführt. Sie war lange Zeit – ebenso wie die früher entstandene Missa Salisburgensis – dem Komponisten Orazio Benevoli zugeschrieben und auch unter dessen Namen in neuerer Zeit veröffentlicht worden. Es konnte dann jedoch durch Vergleiche der Handschrift des Kopisten ihrer Noten im Originalmanuskript mit anderen vom gleichen Kopisten erstellten Notenmanuskripten von Werken Bibers sowie wegen des eindeutig in Salzburg hergestellten Papiers Biber als Komponist der Messe identifiziert werden.
Die beiden Chöre werden von einem Instrumentalensemble in der Besetzung von zwei Violinen, drei Violen (oder Fagotten), zwei Zinken, vier Barocktrompeten und drei Barockposaunen sowie Pauken und basso continuo begleitet.

## Aufnahmen
- Missa Bruxellensis. Heinrich Ignaz Franz von Biber (Komponist), Jordi Savall (Dirigent), Le Concert des Nations (Ausführende), La Capella Reial de Catalunya (Ausführende). Audio-CD